# Carmen Mayer
Carmen Mayer (* 1. Juni 1950 in Mühlacker, Baden-Württemberg) ist eine deutsche Schriftstellerin.

## Leben
Carmen Mayer absolvierte eine Lehre zur Industriekauffrau und war mehrere Jahre lang im Bereich Export schwäbischer Industriebetriebe tätig. Anschließend bereiste sie als Einkäuferin für deutsche Firmen Asien und lernte auf diese Weise unter anderem Hongkong und die Volksrepublik China kennen.
Zunächst schrieb sie Kurzgeschichten, Veröffentlichungen erfolgten in Internetforen und Anthologien. Sie schreibt erzählende Prosa, historische Romane und Kriminalromane sowie Theaterstücke in bayerischer Mundart. Sie ist aktives Mitglied bei Mörderische Schwestern e. V. und HOMER – Historische Literatur e. V.
Mayer lebt in Ingolstadt, Bayern.

## Werke
Theaterstücke:
- Sommernachtsträume in Semmelreuth, bayerisches Bauerntheaterstück. Plausus-Theaterverlag 1998
- Das Gemeindehaus, bayerisches Bauerntheaterstück. Plausus-Theaterverlag 1998

Kommissar Braunagel Kriminalromanreihe:
- Eiswein, edition oberkassel, Düsseldorf 2014, ISBN 978-3-943121-81-0
- Rauhnächte, edition oberkassel, Düsseldorf 2015, ISBN 978-3-958130-39-5
- Kreuzzeichen, edition oberkassel, Düsseldorf 2015, ISBN 978-3-943121-88-9
- Hurentöchter, edition oberkassel, Düsseldorf 2015, ISBN 978-3-943121-98-8
- Kellerasseln, edition oberkassel, Düsseldorf 2017, ISBN 978-3-95813-116-3

Romane:
- Glasperlenzeit, BOOKSun-Limited Verlag, Hamburg 2009, ISBN 978-3-941527-13-3
- Die Rose von Angelâme, historischer Roman, edition oberkassel, Düsseldorf 2011, ISBN 978-3-943121-02-5
- Das Awaren-Amulett, historischer Roman aus dem Dreißigjährigen Krieg, edition oberkassel, Düsseldorf 2016, ISBN 978-3-95813-066-1
- Alles, nur nicht Emma! edition oberkassel, Düsseldorf 2016, ISBN 978-3-95813-097-5
- Der Fall Katzengold und Das Eiskellergrab, Zwei Mühlacker-Kurzkrimis in einem Band. Ingolstadt 2017. ISBN 978-1-521136-78-2
- ... große Kinder, große Sorgen, edition oberkassel, Düsseldorf 2018, ISBN 978-3-95813-179-8
- Der Fall Susann K.,Kriminalroman, edition oberkassel, Düsseldorf 2019, ISBN 978-3-95813-190-3
- Die Trossfrau, historischer Roman aus dem Dreißigjährigen Krieg, Verlag Maximum, Langwedel 2019, ISBN 978-3-948346-10-2
- Menschen nebenbei, Gedanken, Kurzgeschichten, Erzählungen, Menschliches und andere Ungereimtheiten, Eigenverlag, Ingolstadt 2019, ISBN 978-1-731148-01-8
- Das Café am Markt, Drei Frauen, drei Geschichten, Eigenverlag, Ingolstadt 2020, ISBN 978-3-751903-27-1
- Der Schwedenschimmel, historischer Roman aus dem Dreißigjährigen Krieg, Verlag Maximum, Langwedel 2021, ISBN 978-3-948346-27-0
- Wenn der Schatten kommt, Kriminalroman, Verlag Maximum, Langwedel 2021, ISBN 978-3-948346-42-3
- Das Geheimnis der Dame im roten Samtkleid, überarbeitete Neuauflage des Titels Die Rose von Angelâme, Eigenverlag, Ingolstadt 2021, ISBN 979-8722894-00-7
- Adelindis – Die toten Äbte, Bonifatius Verlag, 2025, ISBN 978-3-98790-074-7

## Anthologiebeiträge
- Begegnung im Altmühltal, Verlag Simon & Wahl, Eichstätt 1981, ISBN 3-923330-00-6
- Dezember-Geschichten, 3K-Verlag, Kösching 1991, ISBN 3-924940-33-9
- Der Morgen nach dem Winterschlaf, Projekte-Verlag, Halle 2006, ISBN 3-866341-86-5
- Verfolgt, beklemmende und beängstigende Geschichten, Lerato-Verlag, Oschersleben 2006, ISBN 3-938882-15-8
- Traumzeit, traumhafte und traumatische Geschichten, Lerato-Verlag, Oschersleben 2006, ISBN 3-938882-22-0
- Momente und Landschaften, Engelsdorfer Verlag, Leipzig 2007, ISBN 3-867032-64-5
- Groteske Welt, Lerato-Verlag, Oschersleben 2008, ISBN 978-3-938882-62-7
- Seelenmusik, edition duo magica, Hamburg-Ingolstadt 2011, ISBN 978-3-000354-26-7
- Klerus, Pest und Jungfernkranz, Verlag edition oberkassel, Düsseldorf 2011, ISBN 978-3-943121-04-9
- Zauber der Liebe, Verlag edition oberkassel, Düsseldorf 2013, ISBN 978-3-943121-41-4
- Literàbiles 2: Grenzen, FDA Bayern, München 2017, ISBN 978-1-541335-39-4
- Zur falschen Zeit am falschen Ort, adakia-Verlag, Leipzig 2021, ISBN 978-3-941935-96-9
- Reichenau  Insel der Geheimnisse, BONIFATIUS Verlag, 2024 ISBN 978-3-987900-37-2